# Alwyn Schlebusch
Alwyn Louis Schlebusch (Lady Grey, 16 september 1917 - Pretoria, 7 januari 2008) was een Zuid-Afrikaans politicus van de Nasionale Party (NP). Van 1 januari 1981 tot 14 september 1984 bekleedde hij de functie van vice-staatspresident van Zuid-Afrika. Hij was de enige persoon die deze post heeft bekleed.

## Biografie
Hij bezocht de middelbare en hogeschool te Kroonstad. Zijn politieke loopbaan ving aan in de jaren veertig toen hij burgemeester van Hennenman was. In 1961 werd hij in de Provinciale Raad van Oranje Vrijstaat gekozen. Een jaar later, in 1962 wordt Schlebusch voor het kiesdistrict Kroonstad in de Volksraad (parlement) gekozen. Hij bleef lid van de Volksraad tot 1980. Van 1974 tot 1976 was Schlebusch voorzitter van het parlement.
In 1972 werd hij voorzitter van de beruchte Commissie Schlebusch die de bevoegdheid had om buitenlandse financiering aan anti-apartheidsorganisaties zoals de Nationale Unie van Zuid-Afrikaanse Studenten en het Christelijk Instituut voor Zuid-Afrika te blokkeren. Deze organisaties werden door de Commissie aangemerkt als subversief.
Schlebusch was van 1976 tot 1978 minister van Openbare Werken, van 1978 tot 1979 minister van Immigratie, van 1978 tot 1980 minister van Binnenlandse Zaken en van 1979 tot 1980 minister van Justitie. Ondanks zijn reputatie als aanhanger van de apartheid, gold hij als relatief mild. Als minister van Justitie verruimde hij de mogelijkheden voor zwarte advocaten om toe te treden tot de balie. Verder gold hij als integer en eerlijk. In zijn ogen moest regeringsbeleid gestoeld zijn op mededogen - ondanks dat beleid van de Zuid-Afrikaanse regering zelden zo uitpakte.
Als lid van een adviescommissie stelde hij in 1980 voor om het Westminster-model en de Senaat af te schaffen en over te gaan tot de instelling van een Presidentiële Raad waarin benoemde blanken, Indiërs en kleurlingen zitting zouden moeten nemen om zich bezinnen over de constitutionele toekomst van Zuid-Afrika. Het Westminster-model bleef behouden, maar de Senaat werd inderdaad afgeschaft en vervangen door de Presidentiële Raad (1981). In 1981 werd de post van vice-staatspresident van Zuid-Afrika gecreëerd en Schlebusch was de eerste - en tevens enige - persoon die dit ambt zou vervullen. Als vice-staatspresident was hij naast plaatsvervanger van de staatspresident ook voorzitter van de nieuwe Presidentiële Raad. Schlebusch was inmiddels hervormingsgezind geworden en begreep dat apartheid op de lange termijn niet meer houdbaar was. Dit leverde hem vijanden op uit extreemrechtse hoek (bijv. Andries Treurnicht van de Konserwatiewe Party en Jimmy Kruger, oud-minister van Justitie).
Na de instelling van het uitvoerend presidentschap in 1984 waarna P.W. Botha - tot dan toe premier - het staatspresidentschap (hij werd hiermee zowel staatshoofd als regeringsleider) op zich nam, werd de post van vice-staatspresident afgeschaft. Schlebusch diende van 1986 tot 1988 als minister van het kabinet van de staatspresident.
In 1988 trok Schlebusch zich uit het politieke leven terug. Hij overleed in een ziekenhuis in Pretoria aan een longontsteking. Hij was 90 jaar oud. Hij werd begraven naast zijn eerste vrouw op het kerkhof van de Nederduitse Gereformeerde Kerk van Kroonstad-Noord.

## Persoonlijk
Alwyn Schlebusch was getrouwd met Isabel Krauze die in oktober 1996 overleed aan kanker. In 1999 hertrouwde hij met Jeanette Rouen die in 2006 overleed. Uit zijn eerste huwelijk had hij vier kinderen. Schlebusch was lidmaat van de Nederduitse Gereformeerde Kerk.